# Vittorio Orlando
Vittorio Emanuele Orlando (19 tháng 5 năm 1860 – 1 tháng 12 năm 1952) là chính khách người Ý, được biết đến vì là đại diện nước Ý trong Hội nghị Hoà bình Paris với Bộ trưởng Ngoại giao Sidney Sonnino. Ông còn được biết đến như "Vị Thủ tướng của Chiến thắng" trong việc đánh bại Phe Liên minh Trung tâm cùng với Phe Hiệp ước trong Thế chiến thứ nhất. Ông từng là thành viên và chủ tịch Hội đồng Lập hiến thay đổi hình thức chính phủ Ý thành Cộng hoà. Ngoài vai trò chính trị nổi bật của mình, Orlando còn nổi tiếng với các tác phẩm của ông, hơn một trăm tác phẩm, về các vấn đề pháp lý và tư pháp; Orlando là giáo sư luật.

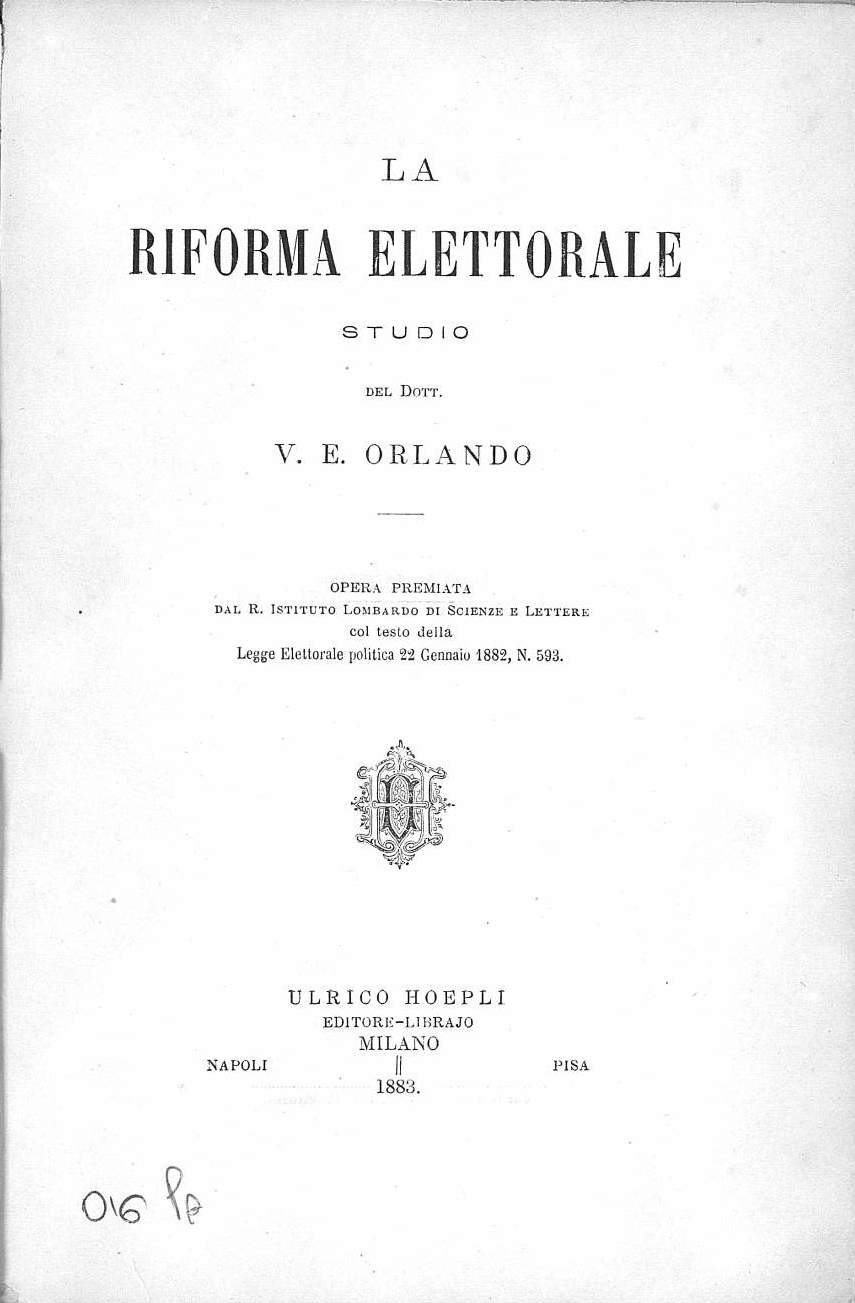
La riforma elettorale, 1883